# 巴黎时装公报
《L'OFFICIEL》 (法語發音：[lɔfisjɛl])，是一本法国时尚杂志，创刊于1921年，主要面向女士读者。杂志法语全称为L'Officiel de la couture et de la mode de Paris，中文译为《巴黎时装公报》。截至2021年有33个版本，在80个国家或地区发行。其中国发行版为《时装L'OFFICIEL》。此外还有面向男士的杂志版本《时装男士L'Officiel Hommes》。

## 概述
1921年，L'OFFICIEL创刊。到1920年代末，该杂志以法语、英语和西班牙语三种语言出版。
从1996年开始，该杂志开始授权其品牌供法国以外的出版商使用。
2003年，该杂志与中国大陆本土时尚杂志《时装FASHION》（1980年创刊）联合创办《时装L'OFFICIEL》杂志。首期于2004年1月正式出版，以月刊的形式发行于中国大陆、香港、澳门。
2005年，推出面向男士的杂志版本《L'Officiel Hommes》。
2008年，《L'Officiel Hommes》的中国版《时装男士L'Officiel Hommes》创刊。
2022年1月，L'OFFICIEL被尚乘国际（AMTD International）全资收购，在这之前L'OFFICIEL为家族式的法国加鲁传媒集团所拥有。